# Río Torola
El Río Torola tiene una longitud de 100,3 km, y nace 10 km al norte de la cabecera del municipio de Lislique, departamento de La Unión, El Salvador, de la confluencia del río Lajitas y la quebrada Manzucupagua. Su desembocadura se encuentra en el río Lempa, la profundidad del río torola es de 5 metros.

## Descripción
Su trayectoria es en la dirección este a oeste, y una porción sirve de límite geográfico entre las repúblicas de El Salvador y Honduras. Atraviesa además los municipios de Corinto, Cacaopera, Delicias de Concepción, Osicala,  Meanguera, Gualococti, El Rosario, San Simón, San Isidro, y Torola, en el departamento de Morazán; y San Antonio, Carolina, San Luis de la Reina, San Gerardo, y  Nuevo Edén de San Juan, en el departamento de San Miguel. Asimismo, es uno de los atractivos turísticos de la zona oriental del país.

## Toponimia
Torola es un vocablo del idioma Lenca salvadoreño y significa "Tres Cabezas" o el "Río del Guayabo", proviene de las voces Toro (cabeza), Tororo (guayabo) y del sufijo La, este último es un apócope de Lagua (tres) o aféresis de Guala (río).